# آرینا سابالنکا
آرینا سابالنکا (به بلاروسی: Арына Сяргееўна Сабаленка)؛ زادهٔ ۵ مه ۱۹۹۸) تنیس‌باز اهل بلاروس است که در فهرست انجمن تنیس زنان هم تنیس تک نفره و هم دونفره در رتبهٔ 1 قرار دارد. اون سه عنوان قهرمانی تنیس تک نفره در  اوپن استرالیا 2023 و  2024 و  اوپن آمریکا 2024 و همچنین دو عنوان قهرمانی در تنیس دو نفره در اوپن آمریکا 2019 و  اوپن استرالیا 2021 کسب کرده است که هر دو عنوان را با الیسه مرتنس به دست آورده. او 22 عنوان حرفه ای 22 عنوان در تنیس تک نفره و 6 عنوان در تنیس دو نفره کسب کرده است.  

## آمار حرفه‌ای

### جدول زمانی عملکرد مسابقات گرند اسلم
| W | F | SF | QF | #R | RR | Q# | A | NH |

#### انفرادی
| تورنمنت            | ۲۰۱۶ | ۲۰۱۷ | ۲۰۱۸ | ۲۰۱۹ | ۲۰۲۰ | ۲۰۲۱ | SR             | W–L            | ٪ برد          |
| ------------------ | ---- | ---- | ---- | ---- | ---- | ---- | -------------- | -------------- | -------------- |
| تنیس آزاد استرالیا | A    | Q2   | 1R   | 3R   | 1R   | 4R   | ۰ / ۴          | ۵–۴            | 56٪            |
| تنیس آزاد فرانسه   | A    | Q1   | 1R   | 2R   | 3R   | 3R   | ۰ / ۴          | ۵–۴            | 56٪            |
| ویمبلدون           | A    | 2R   | 1R   | 1R   | NH   | SF   | ۰ / ۴          | ۶–۴            | 60٪            |
| آزاد آمریکا        | Q2   | Q1   | 4R   | 2R   | 2R   |      | ۰ / ۳          | ۵–۳            | 63٪            |
| برد-باخت           | ۰–۰  | ۱–۱  | ۳–۴  | ۴–۴  | ۳–۳  | ۱۰–۳ | ۰ / ۱۵         | ۲۱–۱۵          | 58٪            |
| آمار حرفه‌ای        |      |      |      |      |      |      |                |                |                |
| عنوان              | ۰    | ۰    | ۲    | ۳    | ۳    | ۲    | مجموع: ۱۰      | مجموع: ۱۰      | مجموع: ۱۰      |
| فینال‌ها            | ۰    | ۱    | ۴    | ۴    | ۳    | ۳    | مجموع: ۱۵      | مجموع: ۱۵      | مجموع: ۱۵      |
| رتبه‌بندی آخر سال   | ۱۵۹  | ۷۸   | ۱۱   | ۱۱   | ۱۰   |      | ۸٬۰۱۹٬۳۴۷ دلار | ۸٬۰۱۹٬۳۴۷ دلار | ۸٬۰۱۹٬۳۴۷ دلار |

#### دونفره
| تورنمنت       | ۲۰۱۸ | ۲۰۱۹ | ۲۰۲۰ | ۲۰۲۱ | SR     | W–L  | ٪ برد |
| ------------- | ---- | ---- | ---- | ---- | ------ | ---- | ----- |
| آزاد استرالیا | 1R   | 3R   | QF   | W    | ۱ / ۴  | ۱۰–۳ | 77٪   |
| آزاد فرانسه   | A    | SF   | 2R   | A    | ۰ / ۲  | ۵–۲  | 71٪   |
| ویمبلدون      | 2R   | QF   | NH   | A    | ۰ / ۲  | ۴–۲  | 67٪   |
| US Open       | 3R   | W    | QF   | A    | ۱ / ۳  | ۱۰–۲ | 83٪   |
| برد-باخت      | ۳–۳  | ۱۵–۳ | ۶–۳  | ۵–۰  | ۲ / ۱۱ | ۲۹–۹ | 76٪   |

### فینال‌های تورنمنت گرند اسلم

#### دو نفره: ۲ (۲ عنوان)
| نتیجه | سال  | تورنمنت       | سطح | یار           | رقبا                                | امتیاز   |
| ----- | ---- | ------------- | --- | ------------- | ----------------------------------- | -------- |
| برد   | ۲۰۱۹ | آزاد آمریکا   | سخت | Elise Mertens | ویکتوریا آزارنکا اشلی بارتی         | ۷–۵, ۷–۵ |
| برد   | ۲۰۲۱ | آزاد استرالیا | سخت | الیزه مرتنز   | باربورا کریچیکووا کاترینا سینیاکووا | ۶–۲, ۶–۳ |